# Astronesthes trifibulatus
Astronesthes trifibulatus is een  straalvinnige vissensoort uit de familie van Stomiidae. De wetenschappelijke naam van de soort is voor het eerst geldig gepubliceerd in 1984 door Gibbs, Amaoka & Haruta.